# احتكار طبيعي

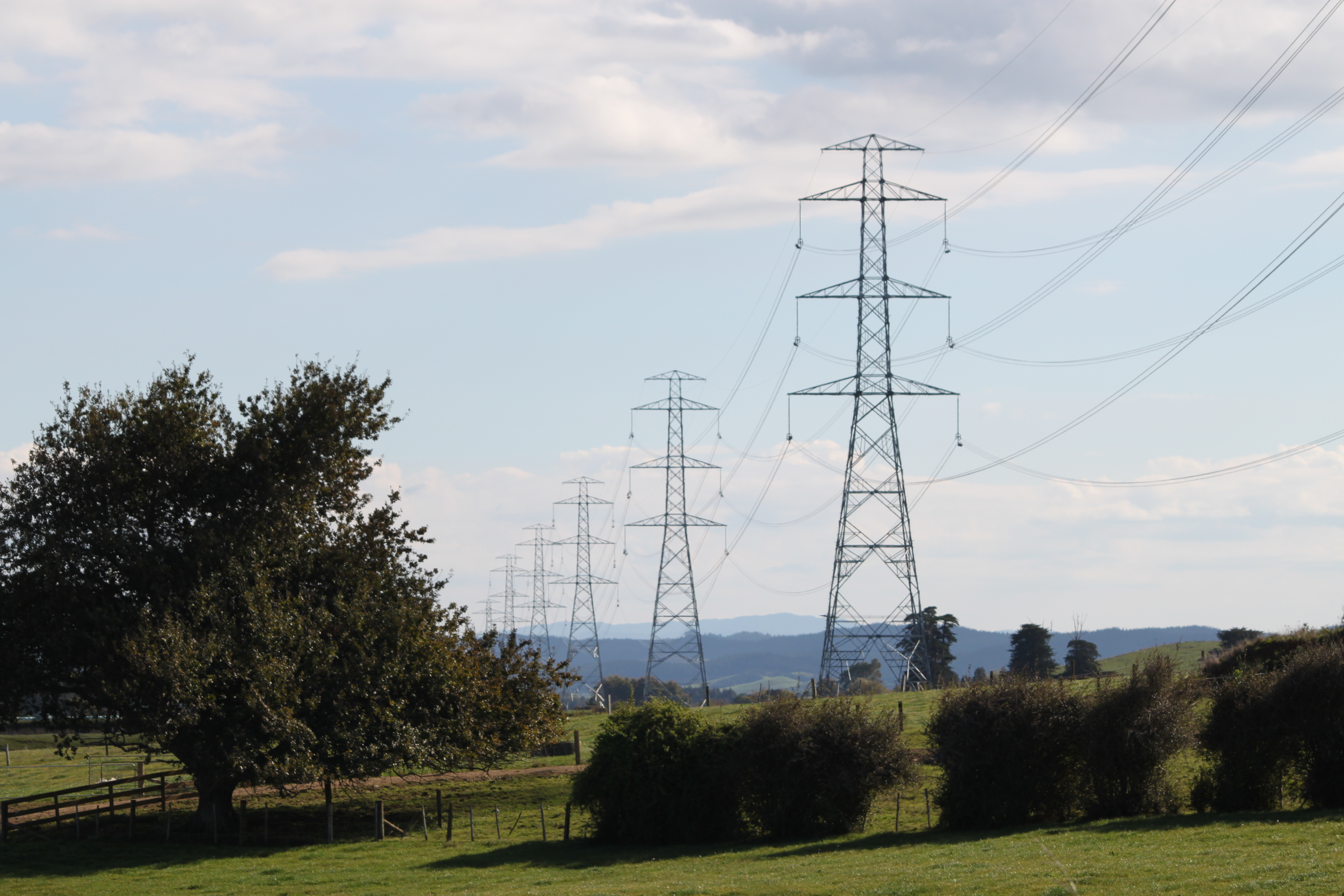
في البلدان الصغيرة مثل نيوزيلندا، تتم عملية نقل الكهرباء عبر الاحتكار الطبيعي بسبب كثرة التكاليف الثابتة وصغر حجم السوق، لذلك فإن بائعا واحدا يمكن أن يخدم السوق بأكمله.

الاحتكار الطبيعي هو نوع من الاحتكار في الصناعات ذات تكاليف عالية في البنية التحتية وغيرها من الحواجز التي تحول دون دخول السوق مما يعطي ميزة كبيرة للمورد الأول في السوق على المنافسين. هذا كثيرا ما يحدث في الصناعات حيث تكون التكاليف الرأسمالية مهيمنة، مما يخلق وفورات الحجم التي تكون كبيرة مقارنة بحجم السوق، وتشمل الأمثلة المرافق العامة مثل خدمات المياه والكهرباء. الاحتكارات الطبيعية نوقشت كمصدر محتمل لفشل السوق من قبل جون ستيوارت ميل الذي دافع عن التنظيم الحكومي لجعلها في خدمة الصالح العام.

## تعريف
هناك نوعين من التكاليف هامة في الاقتصاد الجزئي: التكلفة الحدية، التكاليف الثابتة. التكلفة الحدية هي تكلفة خدمة عميل إضافي واحدة. في الصناعة حيث لا وجود للاحتكار الطبيعي، كالغالبية العظمى من الصناعات، فإن التكلفة الحدية تتناقص مع وفورات الحجم، ثم يزيد عندما تكبر الشركة (الإرهاق موظفيها البيروقراطية وعدم الكفاءة، إلخ.). مع هذا، فإن متوسط تكلفة منتجاتها ينخفض ويزيد. الاحتكار الطبيعي له هيكلة مختلفة للتكلفة. الاحتكار الطبيعي له نسبة عالية للتكلفة الثابتة على المنتجات التي لا تتعلق بالمنتج، ولكن التكلفة الحدية لمنتوج إضافي واحد هي ثابتة تقريبا أو صغيرة.

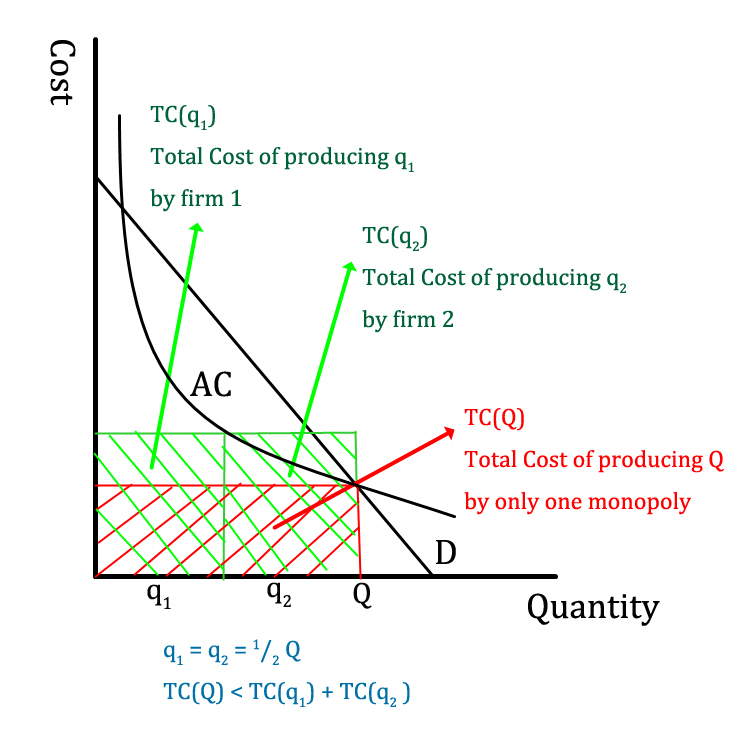
رسم يشرح قصورالسوق عند وجود العديد من المنافسين في سوق للاحتكار الطبيعي.

توجد تكاليف مرتبطة بالدخول في جميع الصناعات. في كثير من الأحيان، جزء كبير من هذه التكاليف يستخدم من أجل الاستثمار. الصناعات الكبيرة، مثل سوق المرافق العمومية تتطلب تكلفة هائلة من أجل الاستثمار الأولي. يعتبر هذا عائقا أمام الدخول يقلل عدد المشاركين في الصناعة. فمثلا تكلفة بناء شبكة نقل هي عالية جدا وثابتة، والتكلفة الحدية لنقل وحدة معينة هي منخفضة جدا، مما يجعله حاجزا منيعا لدخول السوق.
عند إنشاء سوق بالاحتكار الطبيعي بسبب التكلفة الأولية ووفقا لقاعدة من وفورات الحجم، فإن أكبر شركة لديها أقل متوسط تكلفة وبالتالي ميزة كبيرة. وبذلك فإن هذه الصناعة تتطور إلى نوع من الاحتكار كاحتكار القلة.

## التاريخ
المفهوم الأصلي للاحتكار الطبيعي ينسب إلى جون ستيوارت ميل الذي كان يعتقد أن الأسعار تعكس تكاليف الإنتاج في غياب الاحتكار الطبيعي.
استعمل ميل المصطلح في إطار الاحتكار الطبيعي للأراضي التي تحتوي على المعادن. وعلاوة على ذلك، فأنه استعمل مصطلح «الاحتكار العملي» للإشارة إلى صناعات الشبكات، مثل الكهرباء والماء والطرق والسكك الحديدية وقنوت المياه، حيث غاليا ما تكون «جزءا من الحكومة، إما أن تخضع إلى شروط معقولة للحصول على الميزة العامة، أو الإبقاء على هذه السلطة». يتم إذن حظر المنافسة بشكل قانوني ويتم التنظيم من قبل الحكومة.

## التنظيم
كما هو الحال مع جميع الاحتكارات، فإن المحتكر الذي اكتسب مكانته من خلال الاحتكار الطبيعي قد ينخرط في سلوكات قد تتجاوز مكانتها في السوق، ما يؤدي إلى طلب المستهلكين المسعدة على التنظيم من الحكومة. التنظيم الحكومي قد يأتي أيضا من خلال طلب من شركة معينة تود دخول السوق.

## مزيد من القراءة
- Berg، Sanford؛ John Tschirhart (1988). Natural Monopoly Regulation: Principles and Practices. Cambridge University Press. ISBN:978-0-521-33893-6.

- Baumol، William J.؛ Panzar, J. C.؛ Willig, R. D. (1982). Contestable Markets and the Theory of Industry Structure. Harcourt Brace Jovanovich. ISBN:978-0-15-513910-7.

- Filippini، Massimo (يونيو 1998). "Are Municipal Electricity Distribution Utilities Natural Monopolies?". Annals of Public and Cooperative Economics. ج. 69 ع. 2: 157. DOI:10.1111/1467-8292.00077.

- Sharkey، W. (1982). The Theory of Natural Monopoly. Cambridge University Press. ISBN:978-0-521-27194-3.

- Train، Kenneth E. (1991). Optimal regulation: the economic theory of natural monopoly. MIT Press. ISBN:978-0-262-20084-4.

- Waterson، Michael (1988). Regulation of the Firm and Natural Monopoly. Blackwell. ISBN:0-631-14007-7.

- Perloff، Jeffrey, M. (2012). Microeconomics. Pearson Education. ISBN:978-0-273-75460-2.{{استشهاد بكتاب}}:  صيانة الاستشهاد: أسماء متعددة: قائمة المؤلفين (link)